# Колумбия на летних Олимпийских играх 1936
Колумбия принимала участие в Летних Олимпийских играх 1936 года в Берлине (Германия) во второй раз за свою историю, но не завоевала ни одной медали.